# Annick Tanguy
Pour les articles homonymes, voir Tanguy.
 (novembre 2024).
Annick Tanguy, née "Anick Héloïse Tanguy" le 6 octobre 1930 à Aubervilliers et morte le 24 juillet 1999 à Ermenonville, est une actrice française.

## Biographie
Annick Tanguy est l'épouse du comédien Jean Richard et la mère de Jean-Pierre Richard (1958-2009). Elle a tourné dans plusieurs films dans les années 1950 et 60 aux côtés de nombreuses vedettes de l'époque. Elle a débuté comme danseuse avant de devenir comédienne. Elle est surtout connue pour avoir interprété l'épouse du commissaire Maigret, incarné par son époux, entre 1976 et 1990.

## Filmographie

### Cinéma
- 1952 : Femmes de Paris de Jean Boyer
- 1953 : Le Portrait de son père : la fleuriste (non créditée)
- 1954 : J'avais sept filles : Nadine
- 1955 : Courte Tête de Norbert Carbonnaux : Magdalena, la danseuse de mambo
- 1957 : Nous autres à Champignol : Solange
- 1957 : La Peau de l'ours de Claude Boissol : Janine, la bonne
- 1960 : Les Tortillards de Jean Bastia : Fanny Raymond, la compagne de César
- 1962 : Tartarin de Tarascon de Francis Blanche et Raoul André : Baia, la jeune marocaine, entraîneuse
- 1964 : Un drôle de paroissien de Jean-Pierre Mocky : la dame du confessionnal (non créditée)

### Télévision

#### Les Enquêtes du commissaire Maigret
- Maigret a peur, de Jean Kerchbron (1976) - la femme devant l'hôtel.
- Maigret, Lognon et les gangsters, de Jean Kerchbron (1977 )- Mme Maigret.
- L'amie de Mme Maigret, de Marcel Cravenne (1977)- Mme Maigret.
- Maigret et le marchand de vin, de Jean-Paul Sassy (1978 )- Mme Maigret.
- Maigret et le tueur, de Marcel Cravenne (1978)- Mme Maigret.
- Maigret et l'affaire Nahour, de René Lucot (1978)- Mme Maigret.
- Maigret et le fou de Bergerac, d'Yves Allégret (1979)- Mme Maigret.
- Maigret et l'indicateur, d'Yves Allégret (1979)- Mme Maigret.
- L'affaire Saint-Fiacre, de Jean-Paul Sassy (1980)- Mme Maigret.
- Maigret et les braves gens, de Jean-Jacques Goron (1982)- Mme Maigret.
- Maigret et le clochard, de Louis Grospierre (1982)- Mme Maigret.
- La colère de Maigret, d'Alain Levent (1983)- Mme Maigret.
- Maigret s'amuse, de René Lucot (1983)- Mme Maigret.
- La tête d'un homme, de Louis Grospierre (1983)- Mme Maigret.
- Un Noël de Maigret, de Jean-Paul Sassy (1983)- Mme Maigret.
- L'ami d'enfance de Maigret, de Stéphane Bertin (1984)- Mme Maigret.
- Maigret se défend, de Georges Ferraro (1984)- Mme Maigret.
- La patience de Maigret, d'Alain Boudet (1984)- Mme Maigret.
- Maigret à Vichy, d'Alain Levent (1984)- Mme Maigret.
- La nuit du carrefour, de Stéphane Bertin (1984)- Mme Maigret.
- Le client du samedi, de Pierre Bureau (1985)- Mme Maigret.
- Le revolver de Maigret, de Jean Brard (1985)- Mme Maigret.
- Maigret chez le ministre, de Louis Grospierre (1987)- Mme Maigret.
- Un échec de Maigret, de Gilles Katz (1987)- Mme Maigret.
- Maigret voyage, de Jean-Paul Carrère (1987)- Mme Maigret.
- Monsieur Gallet décédé, de Georges Ferraro (1987)- Mme Maigret.
- Les caves du Majestic, de Maurice Frydland (1987)- Mme Maigret.
- La pipe de Maigret, de Jean-Marie Coldefy (1988)- Mme Maigret.
- Maigret et la vieille dame de Bayeux, de Philippe Laïk (1988)- Mme Maigret.
- Le notaire de Châteauneuf, de Gérard Gozlan (1988)- Mme Maigret.
- Maigret et le témoignage de l'enfant de chœur, de Michel Subiela (1988)- Mme Maigret.
- Maigret et l'inspecteur malgracieux, de Philippe Laïk (1988)- Mme Maigret.
- La morte qui assassina, de Youri (1988)- Mme Maigret.
- Maigret et le voleur paresseux, de Jean-Marie Coldefy (1988)- Mme Maigret.
- Maigret et l'homme de la rue, de Jean Kerchbron (1988)- Mme Maigret.
- Tempête sur la manche, d'Édouard Logereau (1989)- Mme Maigret.
- L'amoureux de Mme Maigret, de James Thor (1989)- Mme Maigret.
- L'auberge aux noyés, de Jean-Paul Sassy (1989)- Mme Maigret.
- Jeumont 51 minutes d'arrêt, de Gilles Katz (1989)- Mme Maigret.
- Stan le tueur, de Philippe Laïk (1990)- Mme Maigret.
- Maigret à New-York, de Stéphane Bertin (1990)- Mme Maigret.

##### Téléfilm
- 1985 - Une vie comme je veux, de Jean-Jacques Goron, scénario et dialogues de Joëlle Goron - téléfilm de 2 × 90 min- 2 nominations 7 d'Or - avec Miou-Miou et Pierre Arditi - Meilleur téléfilm / Meilleure actrice - Sélection New-York film Festival 1986

###### Gala de l'union
- 33e gala de l'Union des artistes (1963)